# Lierne
Lierne là một đô thị ở hạt Trøndelag, Na Uy. Đô thị này thuộc vùng Namdalen. Trung tâm hành chính của đô thị này là làng Sandvika. 

## Lịch sử
Lierne đã được tách khỏi Snåsa vào ngày 1 tháng 1 năm 1874. Đô thị này đã được chia thành hai đô thị Nordli và Sørli, vào ngày 1/7/1915, nhưng lại được sáp nhập lại với nhau thành một đô thị vào ngày 1 tháng 1 năm 1964.
Vườn quốc gia Lierne nằm trong khu vực đô thị này, vườn quốc gia Blåfjella-Skjækerfjella có một phần tọa lạc ở Lierne.